# Bourg-le-Roi
Bourg-le-Roi település Franciaországban, Sarthe megyében. Lakosainak száma 335 fő (2022. január 1.). Bourg-le-Roi Ancinnes és Chérisay községekkel határos.

## Népesség
A település népességének változása:
| Lakosok száma | 314  | 315  | 318  | 320  | 323  | 327  | 329  | 331  | 335  |
|               | 2013 | 2015 | 2016 | 2017 | 2018 | 2019 | 2020 | 2021 | 2022 |